# Bagrat Ohanján
Bagrat Ohanján, örményül: Բագրատ Օհանյան (Leninakan, 1981. február 5. – 2021. december 18.) amatőr Európa-bajnoki bronzérmes örmény ökölvívó.

## Pályafutása
A 2000-es tamperei Európa-bajnokságon szupernehézsúlyban bronzérmes lett. 2002-ben profi karrierbe kezdett. 2005-ben, hét győztes mérkőzés után kikapott az addig ismeretlennek számító Valerij Csecsenev belarusz ökölvívótól és visszavonult.
2021. december 21-én, hosszan tartó betegség után hunyt el.

## Sikerei, díjai
- Európa-bajnokság – szupernehézsúly
  - bronzérmes: 2000